# Discografia di Salmo
La discografia di Salmo, rapper italiano, è costituita da otto album in studio (di cui uno inciso con Noyz Narcos), tre dal vivo, una raccolta, una colonna sonora, un EP (inciso con Enigma), trentotto singoli e quarantasei video musicali (inclusi quelli come artista ospite), pubblicati dal 2010.

## Album

### Album in studio
| Anno                                                         | Titolo | Classifiche | Classifiche | Certificazioni     |
| Anno                                                         | Titolo | ITA         | SWI         | Certificazioni     |
| ------------------------------------------------------------ | --- | ----------- | ----------- | ------------------ |
| 2011                                                         | The Island Chainsaw Massacre - Pubblicato: 1º febbraio 2011 - Etichetta: Kick Off! Recordz - Formati: CD, 2 LP, download digitale | 97          | —           | - ITA: Platino     |
| 2012                                                         | Death USB - Pubblicato: 23 febbraio 2012 - Etichetta: Tanta Roba - Formati: CD, LP, download digitale                             | 85          | —           | - ITA: Oro         |
| 2013                                                         | Midnite - Pubblicato: 2 aprile 2013 - Etichetta: Tanta Roba - Formati: CD, 2 LP, download digitale                                | 1           | —           | - ITA: Platino (2) |
| 2016                                                         | Hellvisback - Pubblicato: 5 febbraio 2016 - Etichetta: Sony Music - Formati: CD, LP, download digitale, streaming                 | 1           | 32          | - ITA: Platino (3) |
| 2018                                                         | Playlist - Pubblicato: 9 novembre 2018 - Etichetta: Sony Music - Formati: CD, LP, download digitale, streaming                    | 1           | 27          | - ITA: Platino (7) |
| 2021                                                         | Flop - Pubblicato: 1º ottobre 2021 - Etichetta: Columbia - Formati: CD, 2 LP, 4 LP, download digitale, streaming                  | 1           | 10          | - ITA: Platino (3) |
| 2023                                                         | Cult (con Noyz Narcos) - Pubblicato: 3 novembre 2023 - Etichetta: Columbia - Formati: CD, LP, download digitale, streaming        | 1           | 13          | - ITA: Platino (2) |
| 2025                                                         | Ranch - Pubblicato: 9 maggio 2025 - Etichetta: Columbia, Sony Music - Formati: CD, 4 LP, download digitale, streaming             | 1           | 10          | - ITA: Platino     |
| "—" indica una pubblicazione non classificata in quel paese. | |             |             |                    |

### Album dal vivo
| Anno | Titolo | Classifiche |
| Anno | Titolo | ITA         |
| ---- | --- | ----------- |
| 2014 | S.A.L.M.O. Documentary - Pubblicato: 17 giugno 2014 - Etichetta: Tanta Roba - Formati: CD+DVD, download digitale            | 3           |
| 2019 | Playlist Live - Pubblicato: 6 dicembre 2019 - Etichetta: Sony Music - Formati: LP, download digitale                        | 7           |
| 2022 | Salmo Unplugged - Pubblicato: 9 dicembre 2022 - Etichetta: Columbia, Sony Music - Formati: CD, download digitale, streaming | —           |

### Raccolte
| Anno | Titolo                                                                                            |
| ---- | ------------------------------------------------------------------------------------------------- |
| 2018 | The Complete Vinyl Edition - Pubblicato: 30 novembre 2018 - Etichetta: Sony Music - Formati: 5 LP |

### Colonne sonore
| Anno | Titolo | Classifiche | Classifiche | Certificazioni |
| Anno | Titolo | ITA         | SWI         | Certificazioni |
| ---- | --- | ----------- | ----------- | -------------- |
| 2022 | Blocco 181 - Original Soundtrack - Pubblicato: 27 maggio 2022 - Etichetta: Epic - Formati: CD, download digitale, streaming | 1           | 64          | - ITA: Oro     |

## Extended play
| Anno | Titolo |
| ---- | --- |
| 2025 | Kloaka (con Enigma) - Pubblicato: 17 gennaio 2025 - Etichetta: Molto Forte - Formati: CD, download digitale, streaming |

## Singoli

### Come artista principale
| Anno                                                         | Titolo                                                | Classifiche | Certificazioni     | Album di provenienza         |
| Anno                                                         | Titolo                                                | ITA         | Certificazioni     | Album di provenienza         |
| ------------------------------------------------------------ | ----------------------------------------------------- | ----------- | ------------------ | ---------------------------- |
| 2012                                                         | La prima volta                                        | —           | - ITA: Platino     | The Island Chainsaw Massacre |
| 2013                                                         | Russell Crowe                                         | 20          | - ITA: Platino     | Midnite                      |
| 2013                                                         | The Island (feat. El Raton e Enigma)                  | —           | - ITA: Oro         | /                            |
| 2014                                                         | Mussoleeni                                            | 96          |                    | S.A.L.M.O. Documentary       |
| 2015                                                         | 1984                                                  | 25          | - ITA: Platino (2) | Hellvisback                  |
| 2016                                                         | Il messia (feat. Victor Kwality e Travis Barker)      | 56          | - ITA: Oro         | Hellvisback                  |
| 2016                                                         | Don Medellín (feat. Rose Villain)                     | 13          | - ITA: Platino     | Hellvisback Platinum         |
| 2017                                                         | Estate dimmerda                                       | 8           | - ITA: Platino     | /                            |
| 2017                                                         | Perdonami                                             | 1           | - ITA: Platino (3) | Playlist                     |
| 2018                                                         | 90min                                                 | 1           | - ITA: Platino (4) | Playlist                     |
| 2018                                                         | Il cielo nella stanza (feat. Nstasia)                 | 1           | - ITA: Platino (6) | Playlist                     |
| 2019                                                         | Cabriolet (feat. Sfera Ebbasta)                       | 1           | - ITA: Platino (2) | Playlist                     |
| 2019                                                         | Marylean (con Nitro e Marracash)                      | 3           | - ITA: Platino (2) | Machete Mixtape 4            |
| 2021                                                         | La canzone nostra (con Mace e Blanco)                 | 1           | - ITA: Platino (6) | OBE                          |
| 2021                                                         | Kumite                                                | 1           | - ITA: Platino (3) | Flop                         |
| 2021                                                         | WOAW (pubblicato come DJ Treeplo)                     | —           |                    | /                            |
| 2021                                                         | No One Else (feat. Shari; pubblicato come DJ Treeplo) | —           |                    | /                            |
| 2022                                                         | L'angelo caduto (feat. Shari)                         | 25          | - ITA: Oro         | Flop                         |
| 2023                                                         | A te e famiglia                                       | —           |                    | /                            |
| 2024                                                         | Overdose d'amore 2024 (con Zucchero Fornaciari)       | —           |                    | Discover II (Box Edition)    |
| 2024                                                         | Alhambra (con Enigma)                                 | —           |                    | Kloaka                       |
| 2025                                                         | On Fire                                               | 6           |                    | Ranch                        |
| 2025                                                         | Cartine corte                                         | 17          |                    | Ranch                        |
| 2025                                                         | Conta su di me                                        | 46          |                    | Ranch                        |
| "—" indica una pubblicazione non classificata in quel paese. |                                                       |             |                    |                              |

### Come artista ospite
| Anno                                                         | Titolo                                                         | Classifiche | Certificazioni     | Album di provenienza |
| Anno                                                         | Titolo                                                         | ITA         | Certificazioni     | Album di provenienza |
| ------------------------------------------------------------ | -------------------------------------------------------------- | ----------- | ------------------ | -------------------- |
| 2015                                                         | Dal tramonto all'alba (Noyz Narcos e Fritz da Cat feat. Salmo) | —           |                    | Localz Only          |
| 2017                                                         | MOB (Lazza feat. Salmo e Nitro)                                | 34          | - ITA: Platino     | Zzala                |
| 2017                                                         | Papparapa' (Nerone feat. Gemitaiz e Salmo)                     | —           | - ITA: Oro         | Max                  |
| 2018                                                         | Chairaggione (Nitro feat. Salmo)                               | 11          | - ITA: Oro         | No Comment           |
| 2019                                                         | AK77 (Linea 77 feat. Salmo e Slait)                            | 88          |                    | Server sirena        |
| 2020                                                         | Boogieman (Ghali feat. Salmo)                                  | 1           | - ITA: Platino (2) | DNA                  |
| 2020                                                         | Cioilflow (Dani Faiv feat. Salmo)                              | 9           |                    | Scusate              |
| 2020                                                         | Sballo shallo (Vegas Jones feat. Salmo)                        | 51          |                    | Giro veloce          |
| 2022                                                         | Bubble (Takagi & Ketra feat. Thasup e Salmo)                   | 10          | - ITA: Platino (2) | /                    |
| 2022                                                         | Viola (Fedez feat. Salmo)                                      | 3           | - ITA: Platino (2) | Disumano             |
| 2023                                                         | Lamette (Rose Villain feat. Salmo)                             | 41          | - ITA: Oro         | Radio Gotham         |
| 2024                                                         | Non mi riconosco (Mace feat. Centomilacarie e Salmo)           | 63          |                    | Māyā                 |
| 2024                                                         | Trueno (Stabber feat. Salmo)                                   | —           |                    | Trueno               |
| 2024                                                         | Banda Kawasaki (Achille Lauro feat. Salmo e Gemitaiz)          | —           |                    | /                    |
| "—" indica una pubblicazione non classificata in quel paese. |                                                                |             |                    |                      |

## Altri brani entrati in classifica e/o certificati
| Anno | Titolo                                                         | Classifiche | Certificazioni     | Album di provenienza |
| Anno | Titolo                                                         | ITA         | Certificazioni     | Album di provenienza |
| ---- | -------------------------------------------------------------- | ----------- | ------------------ | -------------------- |
| 2013 | Killer Game (feat. Gemitaiz e MadMan)                          | 70          | - ITA: Oro         | Midnite              |
| 2016 | Giuda                                                          | 42          | - ITA: Oro         | Hellvisback          |
| 2016 | Mic Taser                                                      | 45          | - ITA: Oro         | Hellvisback          |
| 2016 | 7 AM                                                           | 50          | - ITA: Oro         | Hellvisback          |
| 2016 | Io sono qui                                                    | 55          | - ITA: Oro         | Hellvisback          |
| 2016 | Bentley vs. Cadillac (feat. Travis Barker)                     | 52          | - ITA: Oro         | Hellvisback          |
| 2016 | L'alba                                                         | 61          | - ITA: Platino     | Hellvisback          |
| 2016 | Black Widow                                                    | 65          | - ITA: Platino     | Hellvisback          |
| 2016 | Hellvisback                                                    | 66          | - ITA: Oro         | Hellvisback          |
| 2016 | Daytona                                                        | 75          | - ITA: Oro         | Hellvisback          |
| 2016 | La festa è finita                                              | 79          | - ITA: Oro         | Hellvisback          |
| 2016 | Title? (feat. Nitro e Axos)                                    | 39          | - ITA: Platino     | Hellvisback Platinum |
| 2018 | Stai zitto (feat. Fabri Fibra)                                 | 2           | - ITA: Platino (2) | Playlist             |
| 2018 | Ricchi e morti                                                 | 8           | - ITA: Platino     | Playlist             |
| 2018 | Dispovery Channel (feat. Nitro)                                | 10          | - ITA: Oro         | Playlist             |
| 2018 | Ho paura di uscire                                             | 6           | - ITA: Platino     | Playlist             |
| 2018 | Sparare alla Luna (feat. Coez)                                 | 7           | - ITA: Platino     | Playlist             |
| 2018 | PxM                                                            | 12          | - ITA: Oro         | Playlist             |
| 2018 | Tiè                                                            | 16          |                    | Playlist             |
| 2018 | Ora che fai?                                                   | 13          | - ITA: Oro         | Playlist             |
| 2018 | Lunedì                                                         | 5           | - ITA: Platino (2) | Playlist             |
| 2019 | Charles Manson (buon Natale2) (feat. Lazza, Dani Faiv e Nitro) | 3           | - ITA: Platino     | Playlist Live        |
| 2019 | Salmo 23                                                       | 26          |                    | Playlist Live        |
| 2021 | Antipatico                                                     | 5           | - ITA: Oro         | Flop                 |
| 2021 | Mi sento bene                                                  | 9           | - ITA: Oro         | Flop                 |
| 2021 | Criminale                                                      | 13          | - ITA: Oro         | Flop                 |
| 2021 | Ghigliottina (feat. Noyz Narcos)                               | 6           | - ITA: Oro         | Flop                 |
| 2021 | In trappola                                                    | 15          |                    | Flop                 |
| 2021 | La chiave (feat. Marracash)                                    | 3           | - ITA: Platino     | Flop                 |
| 2021 | Che ne so                                                      | 17          |                    | Flop                 |
| 2021 | YHWH (feat. Gué Pequeno)                                       | 12          | - ITA: Oro         | Flop                 |
| 2021 | Hellvisback 2                                                  | 19          | - ITA: Oro         | Flop                 |
| 2021 | A Dio                                                          | 23          |                    | Flop                 |
| 2021 | Fuori di testa (feat. Par-T-One)                               | 18          | - ITA: Oro         | Flop                 |
| 2021 | Marla                                                          | 22          | - ITA: Oro         | Flop                 |
| 2021 | Vivo                                                           | 49          |                    | Flop                 |
| 2021 | Flop!                                                          | 34          |                    | Flop                 |
| 2021 | Aldo ritmo                                                     | 28          | - ITA: Platino     | Flop                 |
| 2023 | Anthem (con Noyz Narcos)                                       | 4           | - ITA: Oro         | Cult                 |
| 2023 | Cringe (con Noyz Narcos)                                       | 10          |                    | Cult                 |
| 2023 | Incubi (con Noyz Narcos)                                       | 7           |                    | Cult                 |
| 2023 | Respira (con Noyz Narcos feat. Marracash)                      | 2           | - ITA: Oro         | Cult                 |
| 2023 | Miracolo (con Noyz Narcos)                                     | 11          |                    | Cult                 |
| 2023 | Cult (con Noyz Narcos feat. Kid Yugi)                          | 3           | - ITA: Oro         | Cult                 |
| 2023 | Brujeria (con Noyz Narcos)                                     | 14          |                    | Cult                 |
| 2023 | Croci e cristi (con Noyz Narcos)                               | 20          |                    | Cult                 |
| 2023 | My Love Song 2 (con Noyz Narcos feat. Coez e Frah Quintale)    | 9           | - ITA: Oro         | Cult                 |
| 2023 | Kilometri (con Noyz Narcos)                                    | 23          |                    | Cult                 |
| 2023 | Maledetti (con Noyz Narcos)                                    | 26          |                    | Cult                 |
| 2023 | Grindhouse (con Noyz Narcos)                                   | 25          |                    | Cult                 |
| 2023 | Matrioska (con Noyz Narcos)                                    | 31          |                    | Cult                 |
| 2023 | Nightcrawlers (con Noyz Narcos)                                | 33          |                    | Cult                 |
| 2023 | La fine (con Noyz Narcos)                                      | 39          |                    | Cult                 |
| 2024 | Hellraisers (con Noyz Narcos)                                  | 75          |                    | Cult - Hellraisers   |
| 2024 | Hotline (con Noyz Narcos feat. Lazza)                          | 20          |                    | Cult - Hellraisers   |
| 2024 | Rap Money (con Noyz Narcos feat. Guè)                          | 39          |                    | Cult - Hellraisers   |
| 2024 | Non mi passa (con Noyz Narcos feat. Gemitaiz)                  | 59          |                    | Cult - Hellraisers   |
| 2024 | L'odio (con Noyz Narcos)                                       | 71          |                    | Cult - Hellraisers   |
| 2025 | Crudele                                                        | 10          |                    | Ranch                |
| 2025 | N€urologia                                                     | 16          |                    | Ranch                |
| 2025 | Sincero                                                        | 12          |                    | Ranch                |
| 2025 | Bye Bye (feat. Kaos)                                           | 19          |                    | Ranch                |
| 2025 | Bounce!                                                        | 25          |                    | Ranch                |
| 2025 | Sangue amaro                                                   | 27          |                    | Ranch                |
| 2025 | Beatcoin                                                       | 32          |                    | Ranch                |
| 2025 | Il figlio del prete                                            | 28          |                    | Ranch                |
| 2025 | Numeri primi                                                   | 44          |                    | Ranch                |
| 2025 | Fuori controllo (feat. Luca Agnelli)                           | 41          |                    | Ranch                |
| 2025 | Incapace                                                       | 43          |                    | Ranch                |
| 2025 | Mauri (feat. Mari Kvien Brunvoll)                              | 45          |                    | Ranch                |
| 2025 | Titoli di coda                                                 | 64          |                    | Ranch                |

## Collaborazioni
| Anno | Titolo                   | Artista | Album di provenienza            |
| ---- | ------------------------ | --- | ------------------------------- |
| 2011 | Pronti a tutto           | Apocalipshit Army feat. Primo, Santiago, Salmo, Madness, Crazy, Dasly, Inkastro, Enigma e DJ Slait                     | Apocalipshit Mixtape            |
| 2011 | Né cura né luogo         | Marracash feat. Salmo                                                                                                  | King del rap                    |
| 2011 | Marrageddon              | Marracash feat. Salmo                                                                                                  | King del rap                    |
| 2011 | Dope Boyz                | Lyrikris feat. Salmo                                                                                                   | Sardinian Kings: The Mixtape    |
| 2011 | Stupefacente             | Emis Killa feat. G. Soave e Salmo                                                                                      | Il peggiore                     |
| 2012 | Dov'è Dio 2              | Maxi B feat. Salmo | L'ottavo giorno della settimana |
| 2012 | Hai sbagliato artista    | Bassi Maestro feat. Salmo                                                                                              | Stanno tutti bene               |
| 2012 | Merda in testa           | Gué Pequeno feat. Salmo                                                                                                | Fastlife Mixtape Vol. 3         |
| 2012 | Turbo                    | Raige feat. Enigma, Salmo e DJ Slait                                                                                   | Addio                           |
| 2012 | Tutti contenti           | Ensi feat. Salmo | Era tutto un sogno              |
| 2012 | 99 problemi (Remake)     | Enigma feat. Salmo | Bloody Vinyl Mixtape            |
| 2013 | Night of the Living Dead | The Memory feat. Salmo                                                                                                 | Eulogy for a Dead Ocean         |
| 2013 | K-Hole                   | Gemitaiz feat. Salmo                                                                                                   | L'unico compromesso             |
| 2013 | Blood Shake              | Dope D.O.D. feat. Salmo                                                                                                | —                               |
| 2013 | La mia ispirazione       | Fritz da Cat feat. Rocco Hunt e Salmo                                                                                  | Fritz                           |
| 2013 | Vivo o morto             | Jake La Furia feat. Salmo e Zuli                                                                                       | Musica commerciale              |
| 2013 | Vietnam Flow             | Emis Killa feat. Salmo                                                                                                 | Mercurio                        |
| 2014 | Carico                   | Primo e Tormento feat. Salmo                                                                                           | El micro de oro                 |
| 2014 | Stratocaster             | Ensi feat. Noyz Narcos e Salmo                                                                                         | Rock Steady                     |
| 2014 | Hostis Drama             | The Night Skinny feat. Ensi, Lord Bean e Salmo                                                                         | Zero Kills                      |
| 2014 | Da Hardcore Wilder       | Salmo e Nitro | Machete Mixtape III             |
| 2014 | Non esco mai             | Salmo, Jack the Smoker, Mondo Marcio e Coez                                                                            | Machete Mixtape III             |
| 2014 | Crudité                  | Salmo, Nitro e Enigma                                                                                                  | Machete Mixtape III             |
| 2014 | Stanley Kubrick          | Salmo, Skits Vicious e Nitro                                                                                           | Machete Mixtape III             |
| 2014 | Non sopporto             | Salmo, Nitro e Jack the Smoker                                                                                         | Machete Mixtape III             |
| 2014 | Purple Haze              | Clementino, Salmo, Jack the Smoker e Nitro                                                                             | Machete Mixtape III             |
| 2014 | Battle Royale            | MadMan, Nitro, Rocco Hunt, Salmo, Bassi Maestro, El Raton, Enigma, Noyz Narcos, Rasty Kilo, Gemitaiz e Jack the Smoker | Machete Mixtape III             |
| 2015 | A volte esagero          | Marracash feat. Coez e Salmo                                                                                           | Status                          |
| 2015 | Dexter                   | Fabri Fibra feat. Nitro e Salmo                                                                                        | Squallor                        |
| 2015 | Top Player               | Clementino feat. Salmo                                                                                                 | Miracolo! Deluxe Edition        |
| 2016 | Sogni d'odio             | Jack the Smoker feat. Salmo                                                                                            | Jack uccide                     |
| 2018 | Mic Check                | Noyz Narcos feat. Salmo                                                                                                | Enemy                           |
| 2019 | Bud Spencer              | Lazza e Salmo | Machete Mixtape 4               |
| 2019 | Gang                     | Salmo e Hell Raton | Machete Mixtape 4               |
| 2019 | Ho paura di uscire 2     | Lazza e Salmo | Machete Mixtape 4               |
| 2019 | Marylean                 | Salmo, Nitro e Marracash                                                                                               | Machete Mixtape 4               |
| 2019 | Io può                   | Jack the Smoker, Salmo e Beba                                                                                          | Machete Mixtape 4               |
| 2019 | Sugar                    | Salmo e Lazza | Machete Mixtape 4               |
| 2019 | FQCMP                    | Dani Faiv, Salmo e Nitro                                                                                               | Machete Mixtape 4               |
| 2019 | Orange Gulf              | Dani Faiv, Salmo e Jack the Smoker                                                                                     | Machete Mixtape 4               |
| 2019 | Mammastomale             | Gemitaiz, Izi e Salmo                                                                                                  | Machete Mixtape 4               |
| 2019 | Esagono                  | Gemitaiz e MadMan feat. Salmo                                                                                          | Scatola nera                    |
| 2019 | Sw1n6o                   | Thasup feat. Salmo | 23 6451                         |
| 2020 | Pussy                    | Dark Polo Gang feat. Lazza e Salmo                                                                                     | Dark Boys Club                  |
| 2020 | Sparami                  | Emis Killa e Jake La Furia feat. Salmo e Fabri Fibra                                                                   | 17                              |
| 2020 | Machete satellite        | Slait e Young Miles feat. Salmo, Taxi B e Greg Willen                                                                  | Bloody Vinyl 3                  |
| 2021 | Cazzo culo               | Massimo Pericolo feat. Salmo                                                                                           | Solo tutto                      |
| 2021 | Alex                     | Gué Pequeno e DJ Harsh feat. Lazza e Salmo                                                                             | Fastlife 4                      |
| 2021 | Crack                    | Coez feat. Salmo e Massimo Pericolo                                                                                    | Volare                          |
| 2021 | Lunedì blu               | Guè feat. Salmo | Guesus                          |
| 2022 | Cocaine                  | Fabri Fibra feat. Gué e Salmo                                                                                          | Caos                            |
| 2022 | Non aprire               | The Night Skinny feat. Salmo                                                                                           | Botox                           |
| 2022 | Millesimati              | The Night Skinny feat. Noyz Narcos, Lazza, Salmo e J Lord                                                              | Botox                           |
| 2022 | Casino nella mia testa   | Thasup feat. Salmo | Carattere speciale              |
| 2022 | Più forte                | Deda feat. Salmo | House Party                     |
| 2022 | Cattive intenzioni       | Ernia feat. Salmo | Io non ho paura                 |
| 2023 | Toxic (Trainspotting)    | Emis Killa feat. Salmo                                                                                                 | Effetto notte                   |
| 2023 | Angelo all'inferno       | Tedua feat. Salmo e Federica Abbate                                                                                    | La Divina Commedia              |
| 2023 | R2R                      | Ensi e Nerone feat. Salmo                                                                                              | Brava gente                     |
| 2023 | Chiama                   | Drillionaire feat. Capo Plaza e Salmo                                                                                  | 10                              |
| 2024 | Yes Yes                  | Jack the Smoker feat. Salmo                                                                                            | Sedicinoni                      |
| 2024 | James Brown              | Dani Faiv feat. Salmo                                                                                                  | Ultimo piano B                  |
| 2025 | Costolette               | Nerone feat. Salmo e Jake La Furia                                                                                     | Penkiller                       |

## Video musicali
| Anno | Titolo                               | Regista/i                                                  |
| ---- | ------------------------------------ | ---------------------------------------------------------- |
| 2010 | Rancho della Luna                    | Salmo                                                      |
| 2010 | Il senso dell'odio                   | Salmo                                                      |
| 2011 | L'erba di Grace                      | Mirko De Angelis                                           |
| 2011 | Un Dio personale                     | Mirko De Angelis                                           |
| 2011 | Yoko Ono                             | Alberto Salvucci                                           |
| 2011 | Street Drive-In (Remix)              | Alberto Salvucci                                           |
| 2011 | Morte in diretta                     | Mirko De Angelis                                           |
| 2011 | Nella pancia dello squalo            | Andrea Folino                                              |
| 2012 | Il pentacolo                         | Gianluca "Calu" Montesano                                  |
| 2012 | Negative Youth                       | Andrea Folino                                              |
| 2012 | Il fuggitivo (Dubsidia Original Mix) | —                                                          |
| 2012 | Death USB                            | Fabrizio Conte, Mister Tommy                               |
| 2012 | Stupido gioco del rap                | Andrea Folino                                              |
| 2012 | Doomsday                             | —                                                          |
| 2012 | Demons to Diamonds                   | Roberto "Saku" Cinardi                                     |
| 2013 | Disobey                              | Andrea Folino                                              |
| 2013 | Russell Crowe                        | Fabio Berton, Andrea Rebuscini                             |
| 2013 | Rob Zombie                           | YouNuts! (Antonio Usbergo e Niccolò Celaia)                |
| 2013 | S.A.L.M.O.                           | YouNuts! (Antonio Usbergo e Niccolò Celaia)                |
| 2013 | Killer Game                          | Jacopo Rondinelli                                          |
| 2013 | The Island                           | Mirko De Angelis                                           |
| 2013 | Faraway                              | YouNuts! (Antonio Usbergo e Niccolò Celaia)                |
| 2013 | Space Invaders                       | Jacopo Rondinelli, Victor Togliani                         |
| 2013 | Blood Shake                          | YouNuts! (Antonio Usbergo e Niccolò Celaia)                |
| 2014 | Mussoleeni                           | Andrea Folino                                              |
| 2014 | Venice Beach                         | Salmo                                                      |
| 2014 | Non sopporto                         | YouNuts! (Antonio Usbergo e Niccolò Celaia)                |
| 2015 | Falsità & cortesia                   | Davide "Gatto" Polato, Matteo "Uzzi" Bombarda              |
| 2015 | 1984                                 | YouNuts! (Antonio Usbergo e Niccolò Celaia), Andrea Folino |
| 2016 | Io sono qui/Giuda                    | Andrea Folino, Corrado Perria                              |
| 2016 | Il messia                            | Roberto "Saku" Cinardi                                     |
| 2016 | L'alba                               | YouNuts! (Antonio Usbergo e Niccolò Celaia)                |
| 2016 | 7 AM                                 | YouNuts! (Antonio Usbergo e Niccolò Celaia)                |
| 2016 | Mr. Thunder                          | YouNuts! (Antonio Usbergo e Niccolò Celaia)                |
| 2016 | Don Medellín                         | YouNuts! (Antonio Usbergo e Niccolò Celaia)                |
| 2017 | Estate dimmerda                      | Andrea Folino e Johnny Fart                                |
| 2017 | Perdonami                            | Andrea Folino                                              |
| 2018 | Sparare alla Luna                    | YouNuts! (Antonio Usbergo e Niccolò Celaia)                |
| 2019 | Lunedì                               | YouNuts! (Antonio Usbergo e Niccolò Celaia)                |
| 2019 | Charles Manson (buon Natale2)        | YouNuts! (Antonio Usbergo e Niccolò Celaia)                |
| 2021 | Aldo Ritmo                           | Andrea Folino                                              |
| 2021 | Plof                                 | Nikolaj Corradinov                                         |
| 2024 | Banda Kawasaki                       | Luca Gardella e Gabriele Savino                            |
| 2025 | On Fire                              | YouNuts! (Antonio Usbergo e Niccolò Celaia)                |